# Stefan Schilling (Jurist)

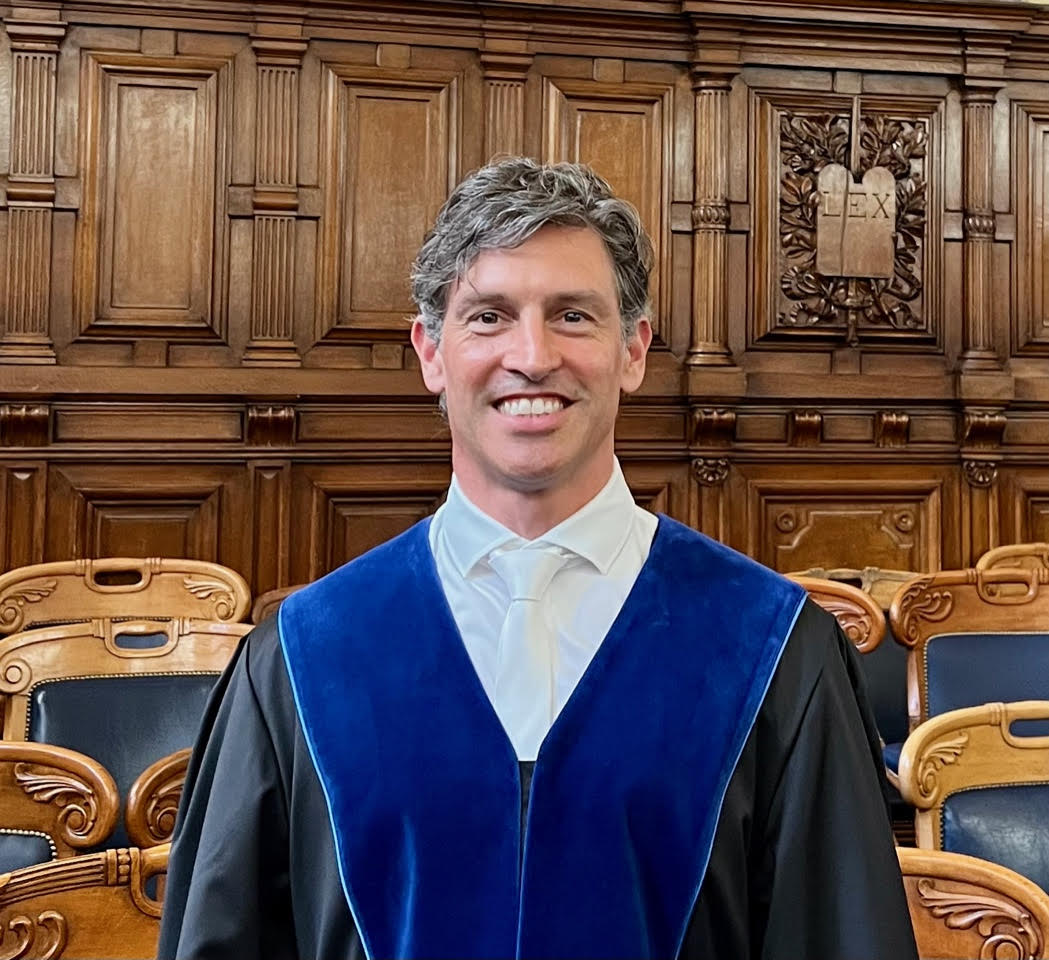
Stefan Schilling bei der Vereidigung zum Einheitlichen Patentgericht am 1. Juni 2022

Stefan Schilling (* 1974 in Hamburg) ist ein deutscher Jurist. Er ist Richter am Oberlandesgericht Hamburg und Richter am  Einheitlichen Patentgericht.

## Leben
Stefan Schilling studierte Rechtswissenschaft an den Universitäten in Göttingen, Aarhus (Dänemark) und Hamburg. 2002 war er mit einem Kurzzeitstipendium für Doktoranden des Deutschen Akademischen Austauschdienstes an der University of California, Berkeley. 2003 wurde er mit einer Dissertation über Drittparteienhaftung bei Kennzeichenverletzungen in Hamburg zum Doktor der Rechte promoviert. Während seines Referendariats war er 2003/2004 am Generalkonsulat der Bundesrepublik Deutschland in San Francisco tätig.
Stefan Schilling trat im September 2007 nach zweijähriger Tätigkeit als Rechtsanwalt in den höheren Justizdienst der Freien und Hansestadt Hamburg ein. Ab 2010 war er mehrere Jahre Mitglied der für den Gewerblichen Rechtsschutz zuständigen Zivilkammer des Landgerichts Hamburg. 2016 bis 2019 war er als wissenschaftlicher Mitarbeiter an den Bundesgerichtshof und dort an den I. Zivilsenat abgeordnet. Im Februar 2021 wurde er zum Richter am Oberlandesgericht ernannt. Er gehört dem für Marken-, Wettbewerbs-, Design- und Urheberrecht zuständigen Zivilsenat an.
Seine Auswahl zum Richter am Einheitlichen Patentgericht und die Zuweisung zur Lokalkammer Hamburg wurden am 19. Oktober 2022 bekannt gegeben.
Schilling ist verheiratet mit der Schwedin Alexandra Tillbrandt. Sie leben in Hamburg.
Er spricht neben Englisch auch Dänisch, Schwedisch, Norwegisch und Französisch.

## Veröffentlichungen
- Drittparteienhaftung bei Kennzeichenverletzungen: die Verantwortlichkeit der DENIC unter rechtsvergleichender Berücksichtigung der Lage in den USA und in den skandinavischen Staaten. Duncker und Humblot, Berlin 2004, ISBN 978-3-428-11387-3 (Dissertation, Hamburg, 2003).